# That's Me
That's Me is het debuutalbum van de Belgische zangeres Sandrine. Het werd in 2005 door Sony / BMG uitgegeven.
Het album kwam binnen op 8 oktober 2005 in de Ultratop. Het verbleef er 19 weken en piekte op de 6de positie.
Er verschenen drie singles van het album, met name Ass in Check, I Will Be Free en Goosebumps. 

## Tracklist[3]
1. Ass in Check
2. I Will Be Free
3. Hi on You
4. Goosebumps
5. Try
6. From Scratch
7. Until I Fell for You
8. Suger High
9. Haha
10. Sending Me Roses
11. Yes You Are
12. Me and Mr Jones

## Meewerkende muzikanten
- Producer:
  - Yannick Fonderie
- Mix:
  - Werner Pensaert
- Muzikanten:
  - Sandrine Van Handenhoven (zang)
  - Chantal Kashala (backing vocals)
  - Hans Francken (clavinet, hammondorgel, piano, rhodes)
  - Leendert Haaksma (gitaar)
  - Nina Babet (backing vocals)
  - Pat Dorcean (drums)
  - Vincent Pierins (basgitaar)
  - Vivica Turrentine (backing vocals)
  - Yanninck Fonderie (keyboards, programmatie)